# Saartjie Baartman
Sarah "Saartjie" Baartman (1789 – 29 de dezembro de 1815) foi a mais famosa de pelo menos duas mulheres negras do povo coissã que foram exibidas como aberrações em eventos na Europa do século XIX sob o nome de "Vênus Hotentote" ("hotentote" era o nome para o povo cói, mas que hoje é considerado um termo ofensivo, enquanto que "Vênus" é referência à deusa romana do amor).

## Biografia

### Sul da África
Saartjie Baartman nasceu numa família coissã no vale do rio Gamtoos, na atual província do Cabo Oriental, África do Sul. Esta é a forma africânder do seu nome, cujo original é desconhecido. Saartjie (que se pronuncia «Sarqui») pode ser considerado equivalente ao português «Sarinha».
Saartjie era criada de servir numa fazenda de holandeses perto da Cidade do Cabo. Hendrik Cesars, irmão do seu patrão, sugeriu que ela se exibisse no Reino Unido, prometendo que isso a tornaria rica. Lord Caledon, governador do Cabo, permitiu a viagem, embora tenha lamentado tal decisão após saber o seu verdadeiro propósito.

### Exibições na Europa

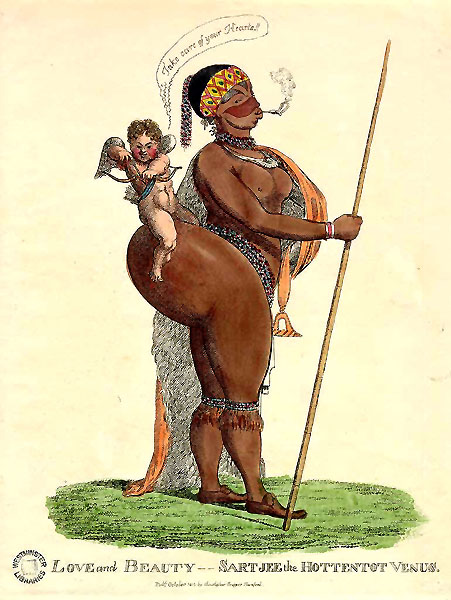
Caricatura de Baartman, desenhada no início do século XIX

Saartjie foi para Londres em 1810 e viajou por todo o Reino Unido exibindo as suas dimensões corporais «inusitadas» (segundo a perspectiva europeia), o que levou à opinião generalizada de que estas eram típicas entre os hotentotes. Mediante um pagamento extra, os seus exibidores permitiam aos visitantes tocar-lhe as nádegas, cujo invulgar volume (esteatopigia) parecia estranho e perturbador ao europeu da época.
Por outro lado, Saartjie tinha sinus pudoris, também conhecido por «avental», «cortina da vergonha» ou «bandeja», em referência aos longos lábios da genitália de algumas coissãs. Segundo Stephen Jay Gould, «os pequenos lábios ou lábios internos dos genitais da mulher comum são extremamente longos nas mulheres coissãs e podem sobressair da vagina entre 7,5 e mais de 10 cm quando a mulher está de pé, dando a impressão de uma cortina de pele distinta e envolvente» (Gould, 1985). Em vida, Saartjie nunca permitiu que este seu derradeiro traço fosse exibido.
A sua exibição em Londres causou escândalo, tendo a sociedade filantrópica African Association criticado a iniciativa e lançado um processo em tribunal. Durante o seu depoimento, Sarah Baartman declarou, em neerlandês, não se considerar vítima de coação e ser seu perfeito entendimento que lhe cabia metade da receita das exibições. O tribunal decidiu arquivar o caso, mas o acórdão não foi satisfatório, devido a contradições com outras investigações, pelo que a continuação do espetáculo em Londres tornou-se impossível.
No fim de 1814, Saartjie foi vendida a um francês, domador de animais, que viu nela uma oportunidade de enriquecimento fácil. Considerando que a adquirira como prostituta ou escrava, o novo dono mantinha-a em condições muito mais duras. Foi exposta em Paris, tendo de aceitar exibir-se completamente nua, o que contrariava o seu voto de jamais exibir os órgãos genitais. As celebrações da reentronização de Napoleão Bonaparte no início de 1815 incluíram festas noturnas. A exposição manteve-se aberta durante toda a noite e os muitos visitantes bêbados divertiram-se apalpando o corpo da indefesa mulher.
Foi depois exposta a multidões, que zombavam dela. Era alvo de caricaturas, mas chamou também o interesse de cientistas e pintores. O anatomista francês Georges Cuvier e outros naturalistas visitaram-na, tendo sido objeto de numerosas ilustrações científicas no Jardin du Roi. O corpo foi totalmente investigado e medido, com registo do tamanho das nádegas, do clitóris, dos lábios e dos mamilos para museus e institutos zoológicos e científicos. Com a nova derrota de Napoleão, o fim do seu governo e a ocupação da França pelas tropas aliadas em junho de 1815, as exposições tornaram-se impossíveis. Saartje foi levada a prostituir-se e tornou-se alcoólatra.

## Uso de seu corpo

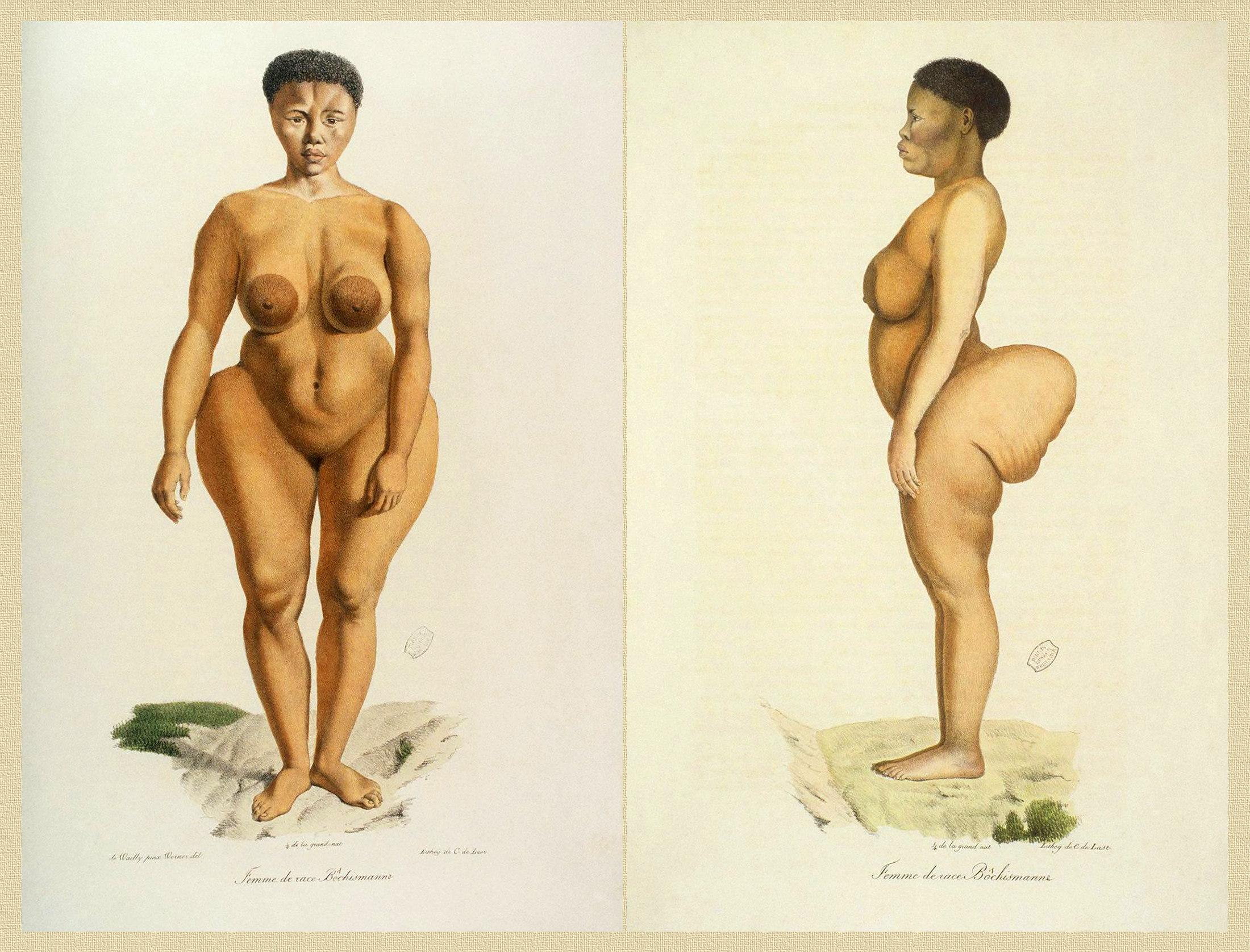
Sarah Saartjie Baartman representada em Illustrations de Histoire naturelle des mammifères

O corpo de Baartman foi usado para definir uma fronteira entre a mulher africana "anormal" e a mulher branca "normal". O fato de que ela tinha nádegas protuberantes e lábios menores estendidos a fez ser considerada como uma "mulher selvagem". Suas "anomalias", como Georges Cuvier menciona em The Gender and Science Reader, faziam ela se parecer com tudo, menos com uma mulher branca. Ela tinha uma estrutura mandibular peculiar, um queixo curto e um nariz achatado, que se assemelhava ao de um "negro". Ela então foi considerada parte da "raça negra", o que na época era considerado o menor tipo de seres humanos. Ela às vezes era comparada a um orangotango.

### Racismo

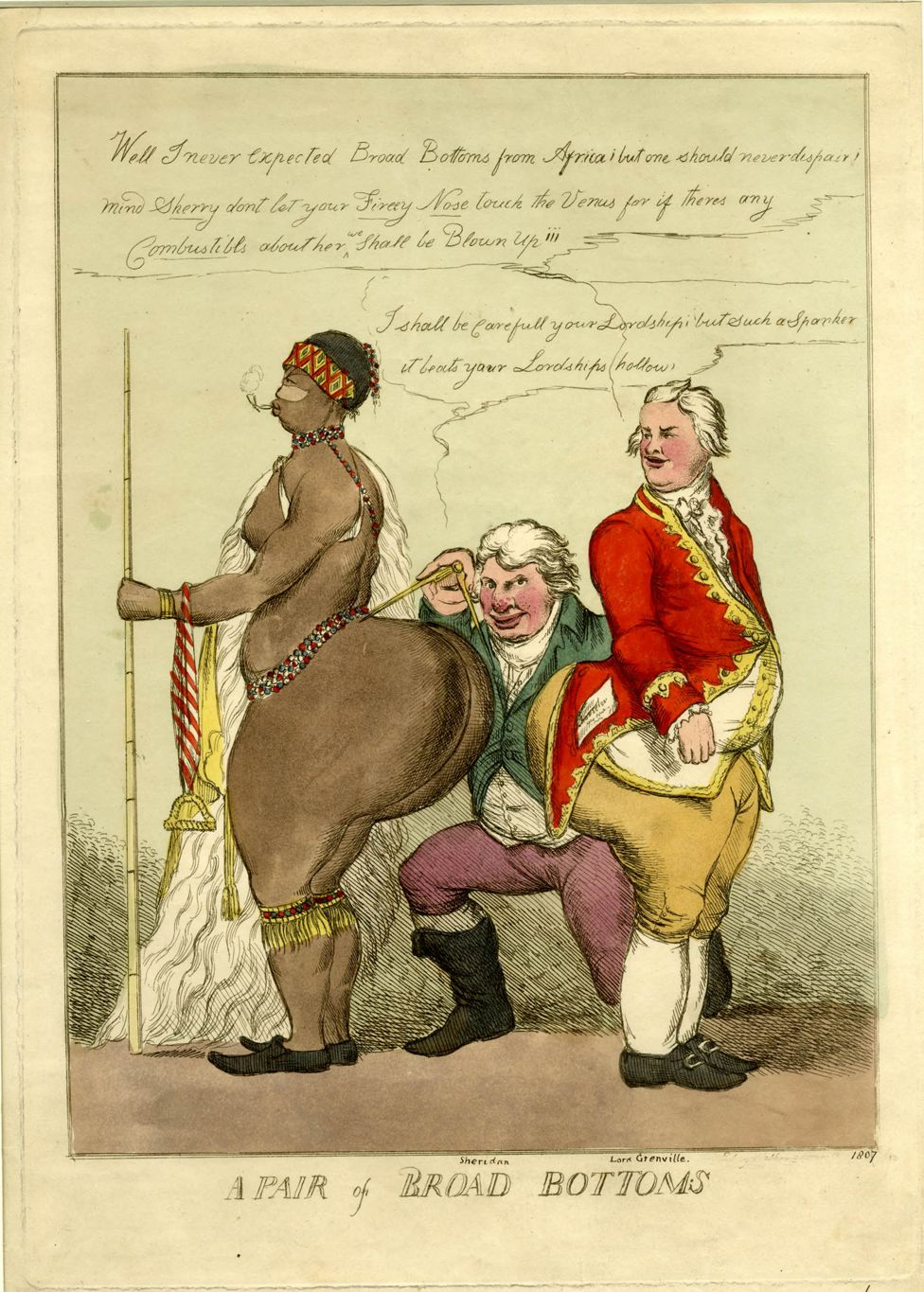
Caricatura de Baartman por William Heath (1810).

Nas caricaturas e representações as características de Baartman eram muitas vezes exageradas para destacar sua diferença em relação às mulheres brancas, consideradas "normais". Esta construção social da imagem visual provavelmente amplificava e reforçava perspectivas racistas. Desde que Baartman passou a estar sujeita a apresentações, não podia usar roupas de estilo europeu. "As pessoas vinham para vê-la, porque a viam não como uma pessoa, mas como um exemplo puro de uma parte presente do mundo natural", diz Crais. Em Paris, os promotores de Baartman não precisavam se preocupar com taxas de escravidão. "No momento em que ela chegou a Paris", diz Crais, "sua existência foi realmente muito infeliz e extraordinariamente pobre. Sarah estava literalmente sendo tratada como um animal. Há algumas evidências que sugerem que chegaram a colocar uma coleira ao redor de seu pescoço. "Após sua morte, o corpo de Baartman foi enviado para o laboratório de George Cuvier, no Museu Nacional de História Natural, para exames. Cuvier queria analisar seus genitais para testar sua teoria de que quanto mais "primitivo" era o mamífero, mais acentuados seriam seus órgãos sexuais e desejo sexual. Baartman recusou-se a ser um experimento, enquanto estava viva. Com a permissão da polícia, Cuvier, que acumulou a maior coleção do mundo de espécimes humanos e animais, realizou uma autópsia no corpo de Baartman. Primeiro, ele fez um molde do corpo, então ele preservou o cérebro e genitais. Cuvier concluiu que "os hotentotes" eram mais próximos dos grandes primatas do que os humanos em geral. Os restos foram resumidos a ossos, que foram exibidos por muitos anos depois. O corpo de Baartman não recebeu um enterro apropriado até muito tempo após a sua morte. Crais diz: "Hoje ela está atrás das grades, mesmo em seu túmulo, e ninguém vai visitá-la."

### Sexismo
Entre 1814 e 1870, houve pelo menos sete descrições científicas em que a anatomia dos corpos de mulheres negras eram comparadas. A dissecção de Baartman por Cuvier ajudou a moldar a ciência europeia. Usando a ciência, a elite francesa tentou vencer seus próprios medos às custas de muitos outros infelizes. Baartman, juntamente com várias outras mulheres africanas que foram dissecadas, eram referidos como "hotentotes". A mulher selvagem era muito distinta do feminino civilizado europeu. Os cientistas do século XIX eram fascinados pela "Vênus Hotentote". Dois séculos atrás, as pessoas em Londres eram capazes de pagar dois xelins para contemplar seu corpo maravilhadas. Baartman era considerada uma aberração da natureza. Através de um pagamento extra, podia-se até mesmo cutucá-la com um pedaço de pau ou com o dedo. Enquanto Baartman viveu na Europa, ela foi constantemente caricaturada em desenhos, estudada, exibida ao público e, após a sua morte, dissecada.

## Morte e legado

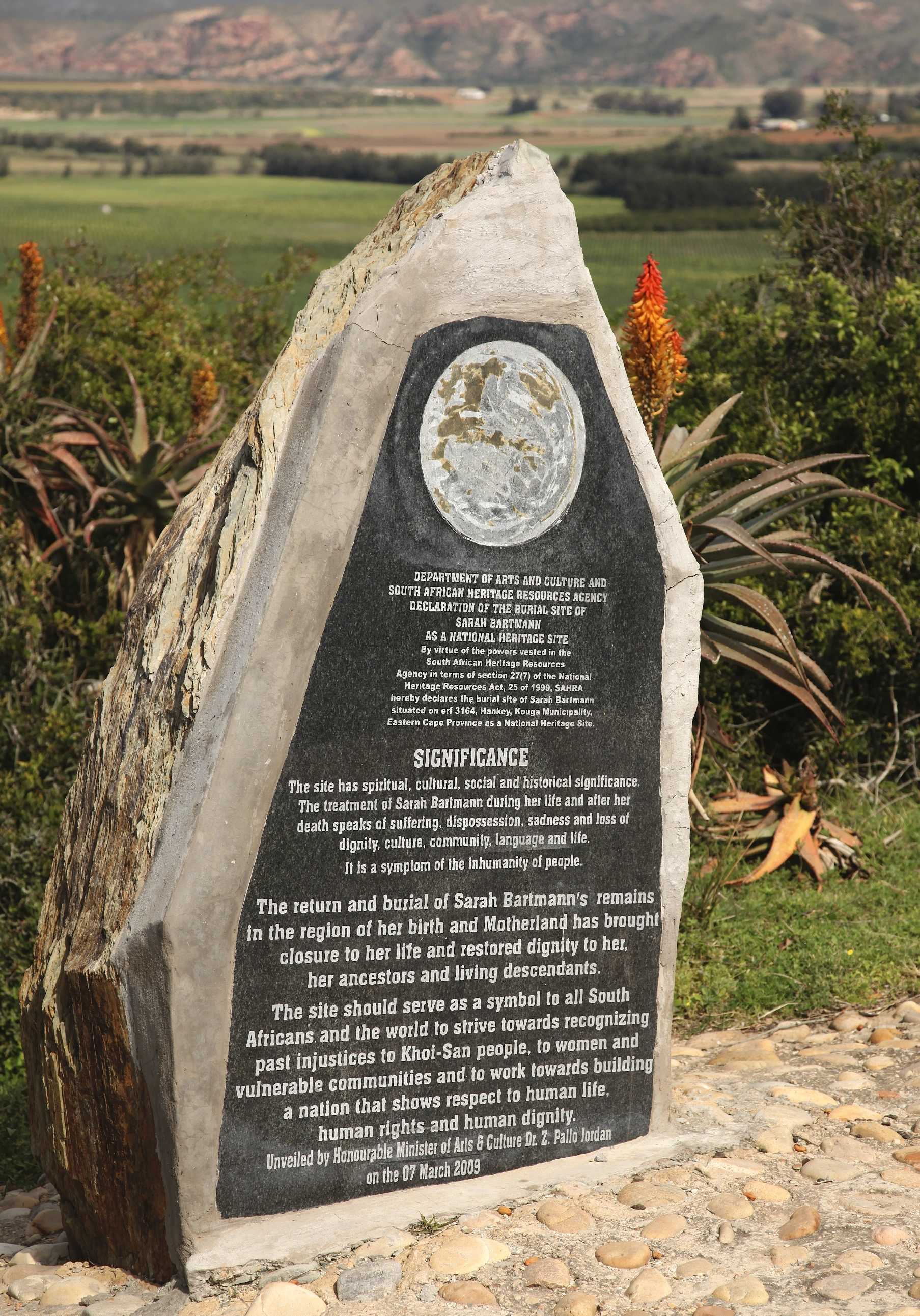
Memorial em homenagem a Baartman no Vale do Rio Gamtoos, Cabo Oriental, África do Sul

Ela morreu no dia 29 de dezembro de 1815 por conta de uma doença inflamatória indeterminada, possivelmente varíola, enquanto outras fontes sugerem que ela tenha contraído sífilis ou pneumonia. A dissecção de seu corpo foi realizada e publicada pelo anatomista francês Henri Marie Ducrotay de Blainville (1816) e republicado pelo naturalista francês Georges Cuvier em Mémoires du Museum d'Histoire Naturelle (1817). Cuvier, que conhecera Baartman, observou em sua monografia que o seu objeto de estudo era uma mulher inteligente, com uma memória excelente, especialmente para rostos. Além de sua língua nativa, ela falava neerlandês fluentemente, tinha um inglês razoável e algum conhecimento de francês. Ele descreve os ombros e costas dela como "graciosos", com "braços delgados", mãos e pés como "encantadores" e "bonitos". Ele acrescenta que ela era adepta de berimbau de boca, dançava de acordo com as tradições de seu país e tinha uma personalidade alegre. Apesar disso, ele interpretou seus restos mortais, de acordo com suas teorias sobre evolução racial, como a manifestação de traços semelhantes a macacos. Ele acreditou que suas orelhas pequenas eram semelhantes às de um orangotango e também comparou sua vivacidade, quando viva, à rapidez de um macaco. Seu esqueleto, órgãos genitais e cérebro foram preservados e colocados em exposição em Paris, no Musée de l'Homme, até 1974, quando então foram retirados da visitação pública e guardados; ainda assim, um acervo foi exibido pelos dois anos seguintes. Acredita-se que ela tenha sido portadora de lipedema.
Houve pedidos esporádicos para o retorno de seus restos mortais ao continente africano, começando na década de 1940. Um poema escrito em 1978 por Diana Ferrus, ela própria descendente do povo coissã, intitulado Eu vim para te levar para casa, desempenhou um papel fundamental no estímulo ao movimento para trazer os restos de Baartman de volta para sua terra natal. O caso ganhou proeminência mundial só depois de Stephen Jay Gould escrever The Hottentot Venus na década de 1980. Após a vitória do Congresso Nacional Africano na eleição geral na África do Sul em 1994, o presidente Nelson Mandela solicitou formalmente que a França devolvesse os restos mortais. Depois de muita disputa legal e debates na Assembleia Nacional Francesa, o governo francês aceitou o pedido em 6 de março de 2002. Seus restos mortais foram repatriados para sua terra natal, o vale do rio Gamtoos, em 6 de maio de 2002 e eles foram enterrados em 9 de agosto de 2002, sobre Vergaderingskop, uma colina na cidade de Hankey, mais de 200 anos depois de seu nascimento.
Baartman tornou-se um ícone na África do Sul, como uma representante de muitos aspectos da história da nação. O Centro Saartjie Baartman para mulheres e crianças,  um refúgio para sobreviventes de violência doméstica, foi inaugurado na Cidade do Cabo em 1999. A primeira embarcação de proteção ambiental da África do Sul, a Sarah Baartman, leva também o seu nome. Atualmente, ativistas e acadêmicos consideram Baartman um símbolo da exploração ocidental dos africanos e do racismo.